# Каменская пушка
Каменская пушка — памятник, расположенный в городе Каменск-Уральский, Свердловской области. Один из символов города.

## Описание
Памятник расположен на холме на левом берегу реки Каменка к северо-западу от плотины городского пруда. Монумент ориентирован на городской пруд, по периметру разбит сквер, с восточной стороны ограниченный улицей Карла Маркса. Организована ночная подсветка. На противоположной стороне расположены здания завода КУЭМЗ.
Торжественное открытие состоялось 6 октября 1967 года. Каменские пушки широко использовались российской армией, в том числе в сражениях Отечественной войны 1812 года. Монумент прославляет уральских мастеров и каменское чугунное литьё.
Чугунная пушка установлена на гранитном постаменте в высоту который достигает почти трёх метров, в длину пяти, в ширину более двух. Ствол пушки в длину 270 сантиметров, диаметр дула 40 сантиметров, диаметра колёс 200 сантиметров. У пушечного упора положены три полноразмерных ядра, они символизируют готовность орудия.
На фасады постамента установлены памятные доски. На западном и восточном изображены барельефы с военным действиями. На северной указан следующий текст:
|                              | …съ початку дела февраля съ 16 числа, 1700 году и построенъ на ходъ 1701 году октябрь по 15 число Пётр I. |
| из указа об основании завода | |

На южной:
|  | Каменским рабочим, пушечных дел мастерам — тем, кто Россию на веки прославил, Пятидесятый октябрь в память и честь эту пушку, как символ поставил. |
|  | |

Автором проекта выступил скульптор В. В. Пермяков, инженерами — А. В. Брагин и Ф. Д. Горшков. У подножия ступеней с южной стороны расположено панно «Бородино», автором которого является Р. Орлов.

## В жизни города
Пушка является одним из символов города и изображена гербе Каменска-Уральского. В 2017 году монументу исполнилось 50 лет и по этому поводу были организованы праздничные мероприятия.

## Галерея

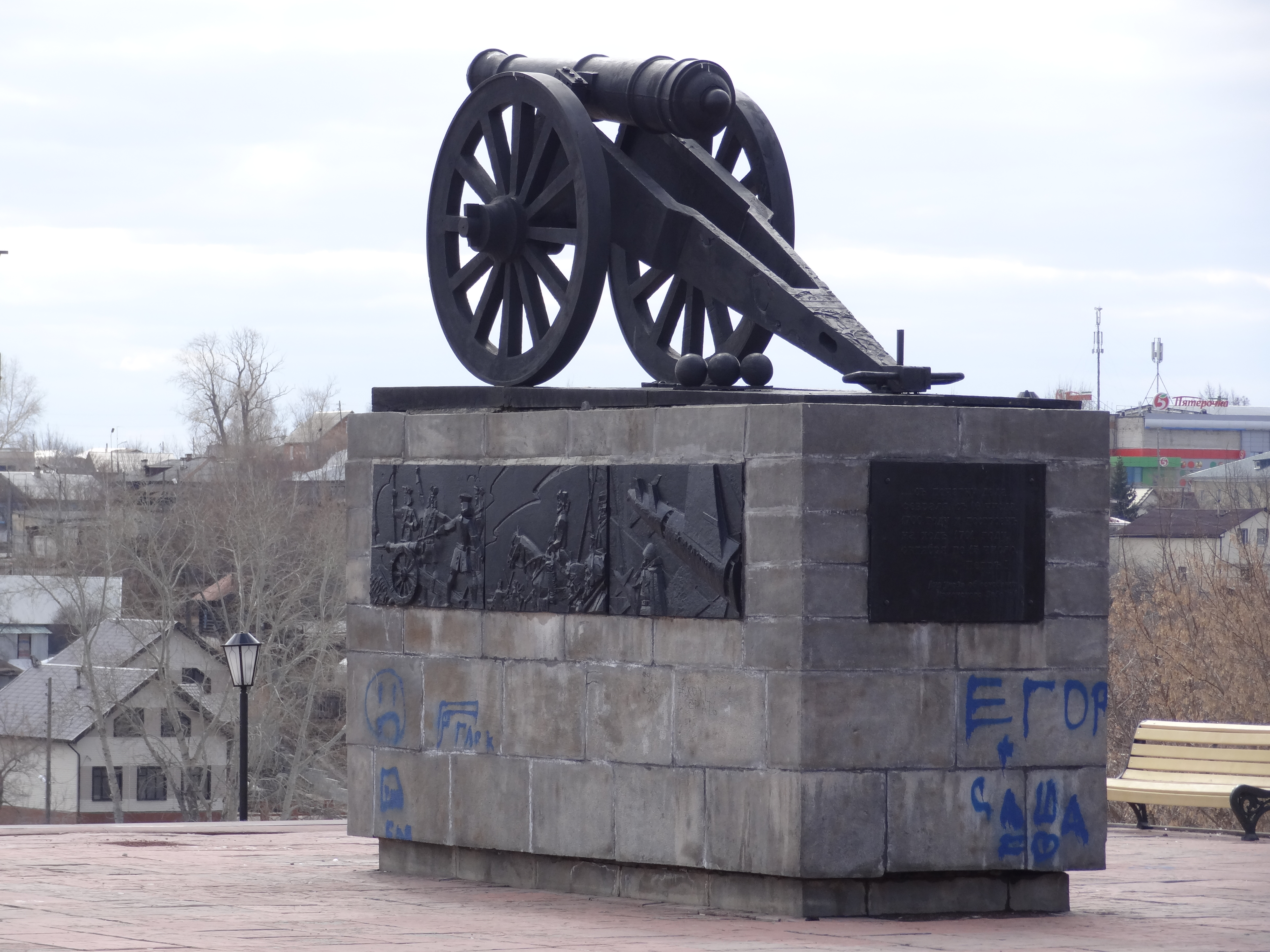
Общий вид
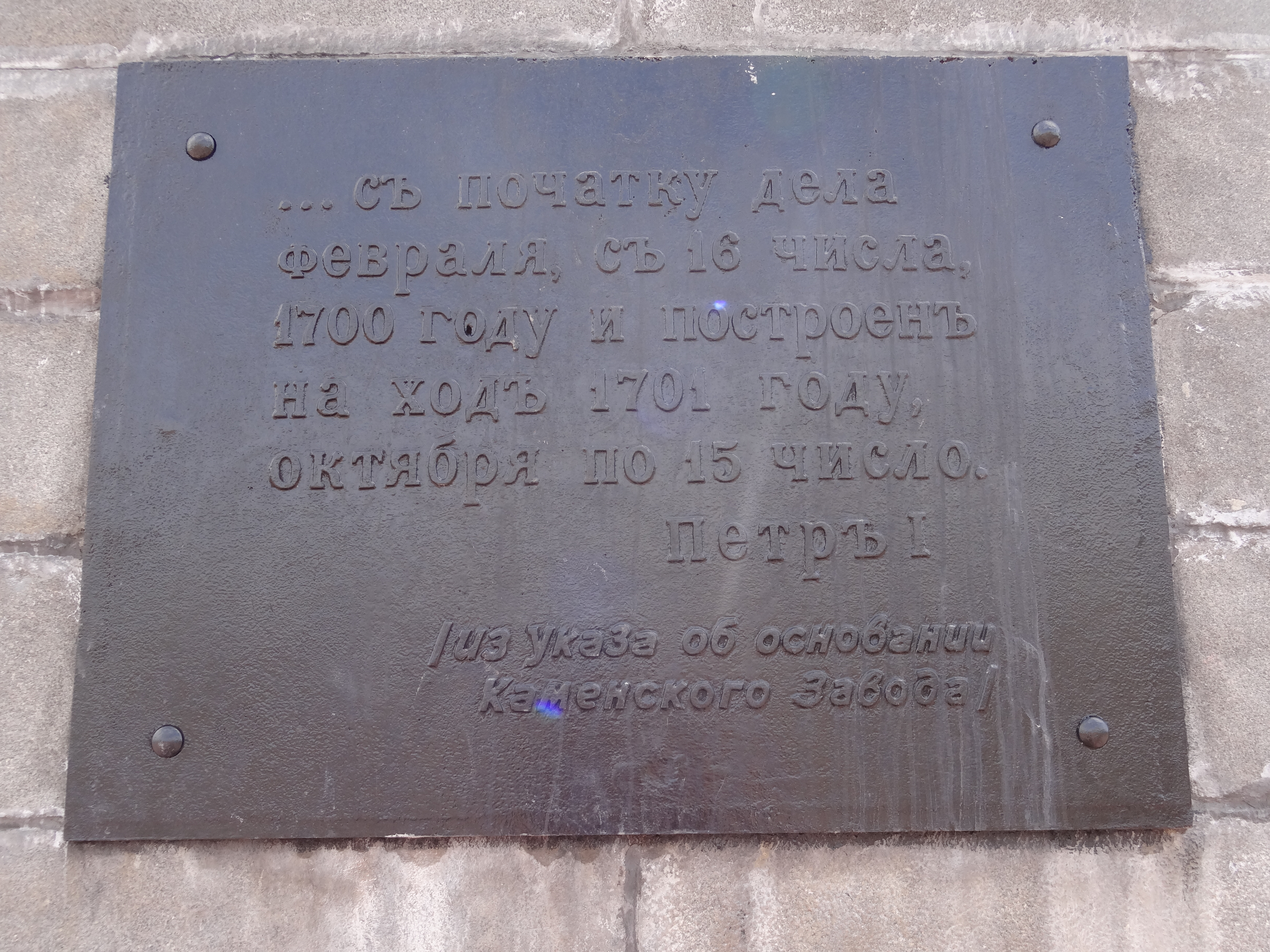
Табличка северной стороне
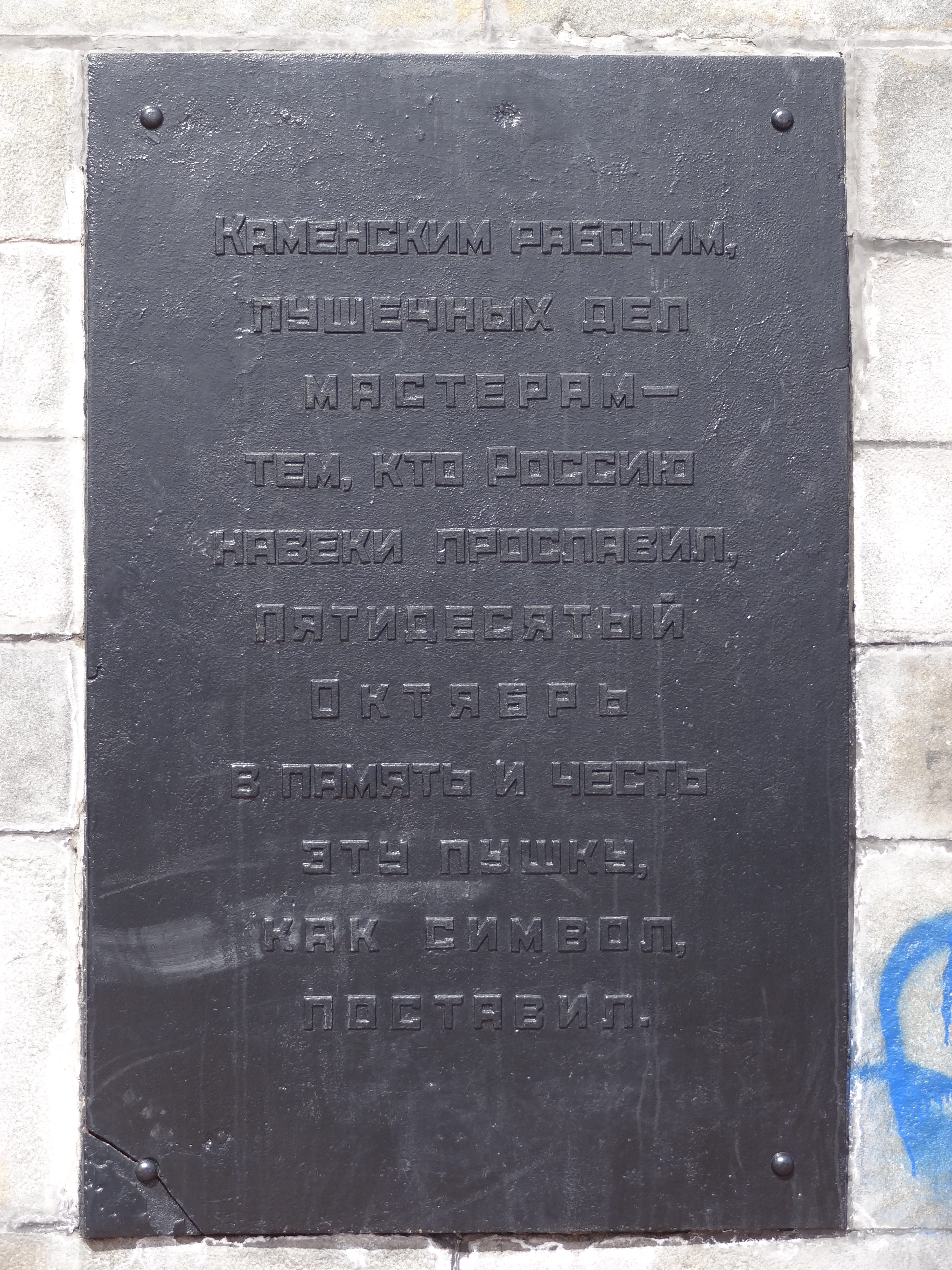
Табличка южной стороне
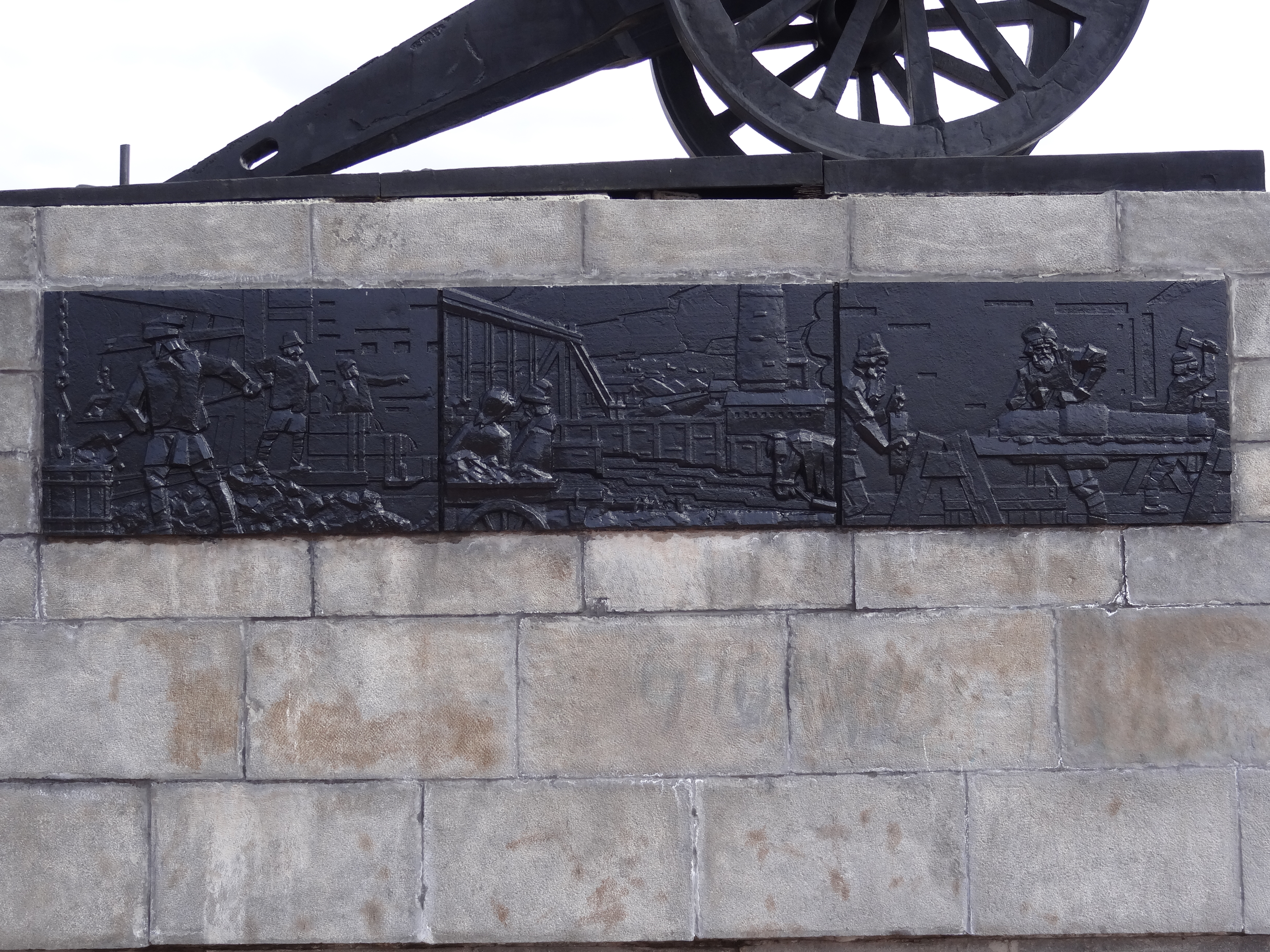
Сцена на чугунной панораме с западной стороны
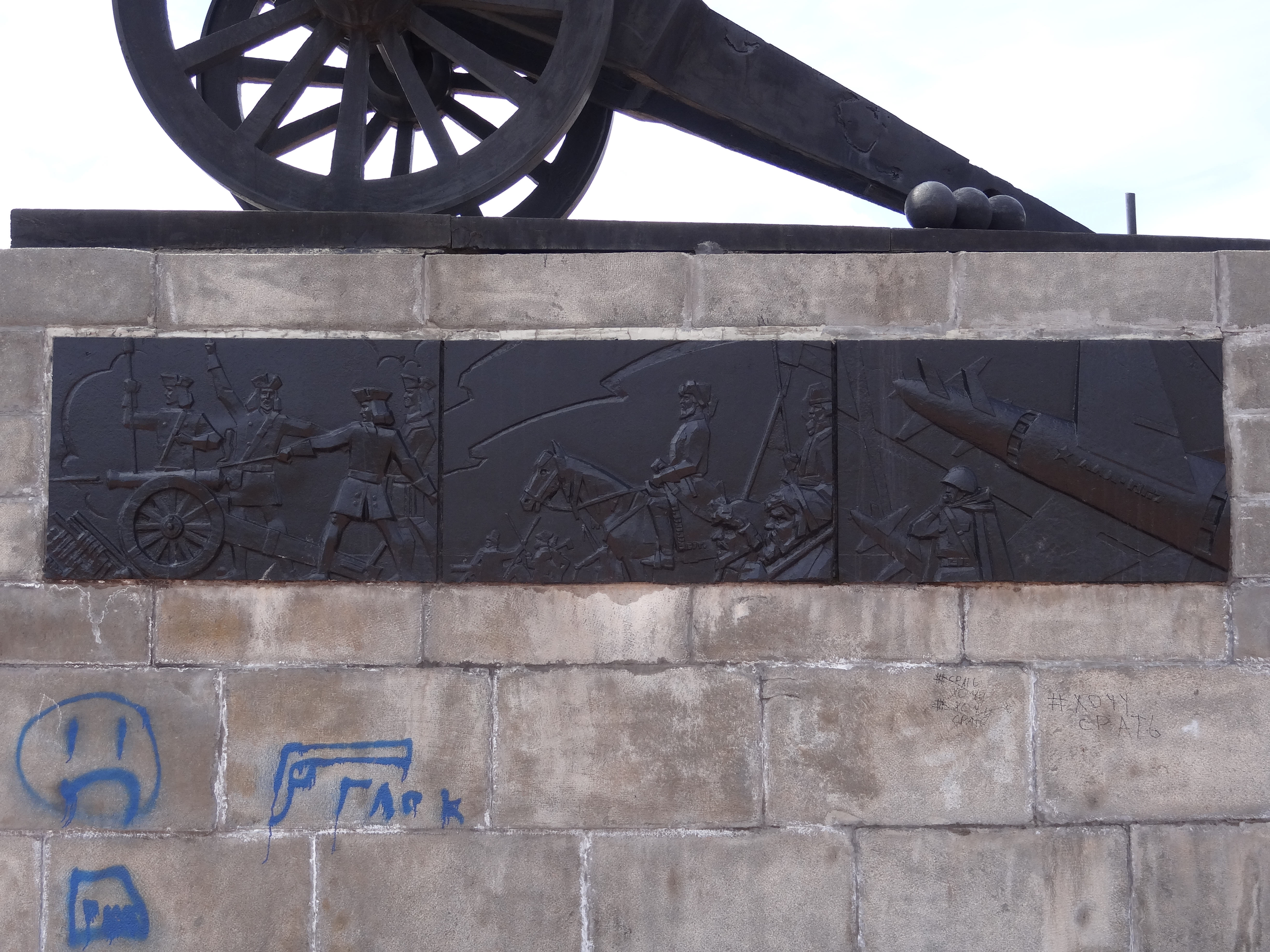
Сцена на чугунной панораме с восточной стороны
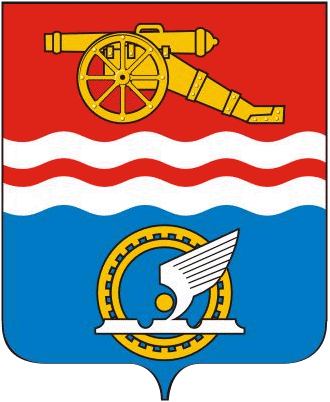
Пушка на гербе города
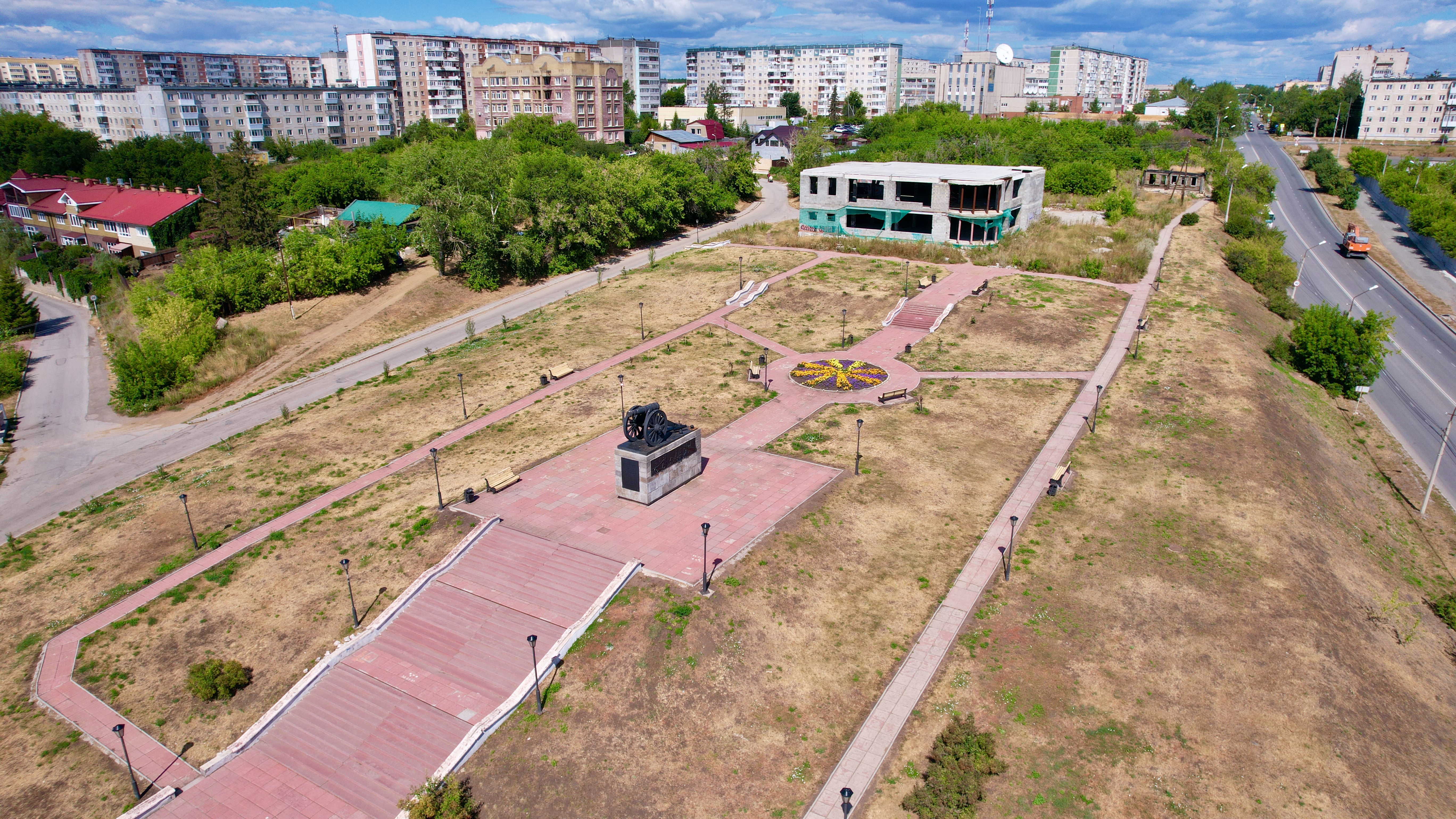
Вид с высоты